# Ammoniumfluoride
Ammoniumfluoride is het zout van ammoniak (NH3) en waterstoffluoride (HF). De stof komt voor als kleurloze kristallen die goed oplosbaar zijn in water. Het is een giftige stof die ontleedt bij verhitten:
{\displaystyle {\ce {NH4F -> NH3 + HF}}}

## Toepassingen
Ammoniumfluoride is een corrosieve stof en wordt daarom, zoals andere fluoriden, als etsstof gebruikt voor etsen van glas en glazuur, en in de elektronische industrie voor het etsen van siliciumwafels, waaruit chips worden vervaardigd.
Sommige agressieve reinigingsproducten, waaronder ontkalkers, gevelreinigers en dergelijke, bevatten een weinig ammoniumfluoride (die zijn dan wel niet geschikt voor het reinigen van glas, tegels en marmer).

## Toxicologie en veiligheid
Ammoniumfluoride tast glas en sommige metalen aan, en wordt daarom bewaard in ijzeren of kunststoffen recipiënten.
Het is een giftige stof, die irriterend is voor de huid, de ogen en de ademhalingsweg. Inslikken van ammoniumfluoride veroorzaakt onder meer misselijkheid, braakneigingen, buikpijn en kan dodelijk zijn.
Langdurige of herhaaldelijke blootstelling heeft effecten op de tanden en de beenderen, onder meer algemene osteosclerose (verharding van beenweefsel), verkalking in ligamenten en pezen, en synostose (abnormale verbinding van twee botten door botweefsel).